# Tornei di tennis maschili nel 1922
Prima della nascita della cosiddetta "Era Open" del tennis, ossia l'apertura ai tennisti professionisti dei tornei che prima di quell'anno erano riservati ai tennisti dilettanti. Nel 1922 i tornei si distinguevano in pro e amatoriali: ai primi potevano partecipare solo i giocatori professionisti, mentre ai secondi potevano partecipare solo i tennisti dilettanti. Tutti i tornei più importanti erano amatoriali; tra questi c'erano i tornei del Grande Slam: gli Australian Championships, il Campionato francese di tennis, il Torneo di Wimbledon e gli U.S. National Championships.

## Calendario

### Legenda
| Tornei amatoriali       |
| Tornei professionistici |

### Gennaio
| Settimana | Torneo                                                         | Vincitore             | Finalista              | Semifinalisti | Eliminati ai quarti |
| --------- | -------------------------------------------------------------- | --------------------- | ---------------------- | ------------- | ------------------- |
| 8 gennaio | Beausite First Meeting 1922 Cannes, Francia Singolare - Doppio | Sam Hardy 8-6 6-1 6-4 | Charles F. Aeschlimann |               |                     |
| 8 gennaio | Beausite First Meeting 1922 Cannes, Francia Singolare - Doppio |                       |                        |               |                     |

### Febbraio
| Settimana   | Torneo                                                                                          | Vincitore                                 | Finalista             | Semifinalisti | Eliminati ai quarti |
| ----------- | ----------------------------------------------------------------------------------------------- | ----------------------------------------- | --------------------- | ------------- | ------------------- |
| febbraio    | Southern Florida Championships 1922 Miami, USA Singolare - Doppio                               | Frederick Ellison Bastian 6-2 6-3 6-3     | Calder                |               |                     |
| febbraio    | Southern Florida Championships 1922 Miami, USA Singolare - Doppio                               |                                           |                       |               |                     |
| febbraio    | Carlton Club Second Meeting 1922 Cannes, Francia Singolare - Doppio                             | Charles Aeschliman 3-6 10-8 6-1 6-3       | Arthur Wallis Myers   |               |                     |
| febbraio    | Carlton Club Second Meeting 1922 Cannes, Francia Singolare - Doppio                             |                                           |                       |               |                     |
| febbraio    | Torneo di Beaulieu 1922 Beaulieu-sur-Mer, Francia Singolare - Doppio                            | Giovanni Balbi di Robecco 6-2 7-5 1-6 6-4 | D.L. Morgan           |               |                     |
| febbraio    | Torneo di Beaulieu 1922 Beaulieu-sur-Mer, Francia Singolare - Doppio                            |                                           |                       |               |                     |
| 6 febbraio  | Nice First Meeting 1922 Nizza, Francia Singolare - Doppio                                       | Michel Soumarokoff 6-1 6-1 6-0            | C. Morier             |               |                     |
| 6 febbraio  | Nice First Meeting 1922 Nizza, Francia Singolare - Doppio                                       |                                           |                       |               |                     |
| 25 febbraio | Florida State Championships 1922 Palm Beach, USA Singolare - Doppio                             | Frederick Ellison Bastian 6-1 6-2 6-3     | George Carlton Shafer |               |                     |
| 25 febbraio | Florida State Championships 1922 Palm Beach, USA Singolare - Doppio                             |                                           |                       |               |                     |
| 26 febbraio | World Covered Court Championships 1922 Sankt Moritz, Svizzera Parquet indoor Singolare - Doppio | Henri Cochet 4-6 2-6 6-3 6-3 6-0          | Jean Borotra          |               |                     |
| 26 febbraio | World Covered Court Championships 1922 Sankt Moritz, Svizzera Parquet indoor Singolare - Doppio | Henri Cochet Jean Borotra 2-6 6-2 6-1 6-4 | C. Martin A.C. Simon  |               |                     |

### Marzo
| Settimana | Torneo                                                                            | Vincitore                             | Finalista                 | Semifinalisti | Eliminati ai quarti |
| --------- | --------------------------------------------------------------------------------- | ------------------------------------- | ------------------------- | ------------- | ------------------- |
| Marzo     | South of France Championships 1922 Nizza, Francia Singolare - Doppio              | Michel Soumarokoff 6-0 6-2 7-5        | Henri Jean Cochet         |               |                     |
| Marzo     | South of France Championships 1922 Nizza, Francia Singolare - Doppio              |                                       |                           |               |                     |
| Marzo     | Monte Carlo Cup 1922 Monte Carlo, Monte Carlo Singolare - Doppio                  | Giovanni Balbi di Robecco 6-1 6-4 6-3 | Alain Gerbault            |               |                     |
| Marzo     | Monte Carlo Cup 1922 Monte Carlo, Monte Carlo Singolare - Doppio                  |                                       |                           |               |                     |
| Marzo     | Riviera Championships 1922 Mentone, Francia Singolare - Doppio                    | Rupert Wertheim                       | non conosciuta (bandiera) |               |                     |
| Marzo     | Riviera Championships 1922 Mentone, Francia Singolare - Doppio                    |                                       |                           |               |                     |
| Marzo     | South African Championships 1922 Johannesburg, Sudafrica Singolare - Doppio       | Louis Raymond 6–3, 7–5, 6–2           | George Dodd               |               |                     |
| Marzo     | South African Championships 1922 Johannesburg, Sudafrica Singolare - Doppio       |                                       |                           |               |                     |
| Marzo     | New South Wales Hard Court Championships 1922 Dubbo, Australia Singolare - Doppio | Stewart H. Henderson                  | non conosciuta (bandiera) |               |                     |
| Marzo     | New South Wales Hard Court Championships 1922 Dubbo, Australia Singolare - Doppio |                                       |                           |               |                     |
| Marzo     | Cannes Championships 1922 Cannes, Francia Singolare - Doppio                      | Jean Borotra 7-5 6-4 2-6 3-6 7-5      | D.L. Morgan               |               |                     |
| Marzo     | Cannes Championships 1922 Cannes, Francia Singolare - Doppio                      |                                       |                           |               |                     |
| Marzo     | Côte d'Azur Championships 1922 Cannes, Francia Singolare - Doppio                 | Henri Cochet 8-6 6-4 6-2              | D.L. Morgan               |               |                     |
| Marzo     | Côte d'Azur Championships 1922 Cannes, Francia Singolare - Doppio                 |                                       |                           |               |                     |
| Marzo     | Beausite Second Meeting 1922 Cannes, Francia Singolare - Doppio                   | non conosciuta (bandiera)             | D.L. Morgan               |               |                     |
| Marzo     | Beausite Second Meeting 1922 Cannes, Francia Singolare - Doppio                   |                                       |                           |               |                     |
| 10 marzo  | Southeastern Championships 1922 Jacksonville, USA Terra rossa Singolare - Doppio  | George Carlton Shafer 6-2 4-6 6-2     | Seabury                   |               |                     |
| 10 marzo  | Southeastern Championships 1922 Jacksonville, USA Terra rossa Singolare - Doppio  |                                       |                           |               |                     |
| 15 marzo  | Bermuda International Championships 1922 Hamilton, Bermuda Singolare - Doppio     | Lawrence Rice 6-3 6-3 8-6 6-2         | Vincent Richards          |               |                     |
| 15 marzo  | Bermuda International Championships 1922 Hamilton, Bermuda Singolare - Doppio     |                                       |                           |               |                     |
| 20 marzo  | Brooklyn Indoor 1922 New York, USA Singolare - Doppio                             | Frank Anderson 9-7 5-7 9-7 6-1        | Samuel Howard Voshell     |               |                     |
| 20 marzo  | Brooklyn Indoor 1922 New York, USA Singolare - Doppio                             |                                       |                           |               |                     |
| 26 marzo  | South Australian Championships 1922 Adelaide, Australia Singolare - Doppio        | Gerald Patterson 7-5, 6-2, 2-6, 8-6   | Pat O'Hara Wood           |               |                     |
| 26 marzo  | South Australian Championships 1922 Adelaide, Australia Singolare - Doppio        |                                       |                           |               |                     |

### Aprile
| Settimana | Torneo                                                                                           | Vincitore                                            | Finalista                           | Semifinalisti | Eliminati ai quarti |
| --------- | ------------------------------------------------------------------------------------------------ | ---------------------------------------------------- | ----------------------------------- | ------------- | ------------------- |
| aprile    | Roehampton Hard Court Championships 1922 Roehampton, Gran Bretagna Singolare - Doppio            | Brian Norton                                         | non conosciuta (bandiera)           |               |                     |
| aprile    | Roehampton Hard Court Championships 1922 Roehampton, Gran Bretagna Singolare - Doppio            |                                                      |                                     |               |                     |
| aprile    | French Covered Court Championships 1922 Parigi, Francia Singolare - Doppio                       | Uberto De Morpurgo                                   | Jacques Brugnon                     |               |                     |
| aprile    | French Covered Court Championships 1922 Parigi, Francia Singolare - Doppio                       | Jean Borotra Henri Cochet                            |                                     |               |                     |
| aprile    | Montreux Palace Spring Meeting 1922 Montreux, Svizzera Singolare - Doppio                        | Jean Borotra                                         | Uberto De Morpurgo                  |               |                     |
| aprile    | Montreux Palace Spring Meeting 1922 Montreux, Svizzera Singolare - Doppio                        | Uberto De Morpurgo C. Martin                         | Jean Borotra Maurice Ferrier        |               |                     |
| aprile    | German Championships 1922 Berlino, Germania Singolare - Doppio                                   | Otto Froitzheim 2-6 6-0 8-6 6-1                      | Wilhelm Rahe                        |               |                     |
| aprile    | German Championships 1922 Berlino, Germania Singolare - Doppio                                   |                                                      |                                     |               |                     |
| 1º aprile | Middle States Covered Court Championships 1922 Filadelfia, USA Parquet indoor Singolare - Doppio | Vincent Richards 2-6 6-1 6-4                         | Bill Tilden                         |               |                     |
| 1º aprile | Middle States Covered Court Championships 1922 Filadelfia, USA Parquet indoor Singolare - Doppio |                                                      |                                     |               |                     |
| 1º aprile | US Indoors 1922 New York, USA Parquet indoor Singolare - Doppio                                  | Francis Hunter 6-4 1-6 7-5 6-2                       | Frank Anderson                      |               |                     |
| 1º aprile | US Indoors 1922 New York, USA Parquet indoor Singolare - Doppio                                  | Frank Anderson Samuel Howard Voshell 3-6 6-1 9-7 6-2 | George Carlton Shafer George King   |               |                     |
| 9 aprile  | Metropole Club Championships 1922 Cannes, Francia Singolare - Doppio                             | Jean Borotra 6-1 6-3 1-6 3-6 6-3                     | George Horatio Charles Cholmondeley |               |                     |
| 9 aprile  | Metropole Club Championships 1922 Cannes, Francia Singolare - Doppio                             | Jean Borotra Alain Gerbault                          | P. Marsden D.L. Morgan              |               |                     |
| 15 aprile | British Covered Court Championships 1922 Londra, Gran Bretagna Singolare - Doppio                | André Gobert 4-6 6-1 6-8 6-4 6-2                     | Brian Norton                        |               |                     |
| 15 aprile | British Covered Court Championships 1922 Londra, Gran Bretagna Singolare - Doppio                |                                                      |                                     |               |                     |
| 16 aprile | North & South Championships 1922 Pinehurst, USA Singolare - Doppio                               | Samuel Howard Voshell 6-2 8-6 4-6 3-6 11-9           | George Carlton Shafer               |               |                     |
| 16 aprile | North & South Championships 1922 Pinehurst, USA Singolare - Doppio                               |                                                      |                                     |               |                     |
| 23 aprile | Greenbrier Invitational 1922 White Sulphur Springs, USA Singolare - Doppio                       | Francis Hunter 6-4 6-2 7-9 5-7 6-4                   | George Carlton Shafer               |               |                     |
| 23 aprile | Greenbrier Invitational 1922 White Sulphur Springs, USA Singolare - Doppio                       |                                                      |                                     |               |                     |

### Maggio
| Settimana | Torneo                                                                               | Vincitore                                 | Finalista                   | Semifinalisti | Eliminati ai quarti |
| --------- | ------------------------------------------------------------------------------------ | ----------------------------------------- | --------------------------- | ------------- | ------------------- |
| Maggio    | Surrey Championships 1922 Surbiton, Gran Bretagna Singolare - Doppio                 | Brian Norton                              | non conosciuta (bandiera)   |               |                     |
| Maggio    | Surrey Championships 1922 Surbiton, Gran Bretagna Singolare - Doppio                 |                                           |                             |               |                     |
| Maggio    | Middlesex Championships 1922 Chiswick Park, Gran Bretagna Singolare - Doppio         | Randolph Lycett                           | non conosciuta (bandiera)   |               |                     |
| Maggio    | Middlesex Championships 1922 Chiswick Park, Gran Bretagna Singolare - Doppio         |                                           |                             |               |                     |
| Maggio    | West of England Championships 1922 Bristol, Gran Bretagna Singolare - Doppio         | Brian Norton                              | non conosciuta (bandiera)   |               |                     |
| Maggio    | West of England Championships 1922 Bristol, Gran Bretagna Singolare - Doppio         |                                           |                             |               |                     |
| 6 maggio  | New South Wales Championships 1922 Sydney, Australia Singolare - Doppio              | Ronald Thomas 2-6, 6-3, 6-3, 6-8, 6-3     | Norman Peach                |               |                     |
| 6 maggio  | New South Wales Championships 1922 Sydney, Australia Singolare - Doppio              |                                           |                             |               |                     |
| 14 maggio | Pacific Coast Championships 1922 Berkeley, USA Cemento Singolare - Doppio            | Bill Johnston 7-5 7-9 6-1 6-0             | Bill Tilden                 |               |                     |
| 14 maggio | Pacific Coast Championships 1922 Berkeley, USA Cemento Singolare - Doppio            |                                           |                             |               |                     |
| 21 maggio | World Hard Court Championships 1922 Bruxelles, Belgio Terra rossa Singolare - Doppio | Henri Cochet 6-0 2-6 4-6 6-1 6-2          | Manuel Comte de Gomar       |               |                     |
| 21 maggio | World Hard Court Championships 1922 Bruxelles, Belgio Terra rossa Singolare - Doppio | Jean Borotra Henri Cochet 6–8 6–1 6–2 6–3 | Marcel Dupont Nicolas Mishu |               |                     |
| 29 maggio | North Side Championships 1922 University Heights, USA Singolare - Doppio             | Frederick Anderson 6-3 6-2 6-2            | Elliott H. Binzen           |               |                     |
| 29 maggio | North Side Championships 1922 University Heights, USA Singolare - Doppio             |                                           |                             |               |                     |
| 29 maggio | Middle States Championships 1922 Filadelfia, USA Singolare - Doppio                  | Carl Fischer                              | non conosciuta (bandiera)   |               |                     |
| 29 maggio | Middle States Championships 1922 Filadelfia, USA Singolare - Doppio                  |                                           |                             |               |                     |
| 29 maggio | Harlem Tennis Club Championships 1922 New York, USA Singolare - Doppio               | Herbert Bowman 7-9 6-0 1-6 6-4 6-2        | George King                 |               |                     |
| 29 maggio | Harlem Tennis Club Championships 1922 New York, USA Singolare - Doppio               |                                           |                             |               |                     |
| 30 maggio | Philadelphia Districts Championships 1922 Filadelfia, USA Singolare - Doppio         | Bill Tilden 2-6 2-6 6-4 6-2 6-3           | Wallace Ford Johnson        |               |                     |
| 30 maggio | Philadelphia Districts Championships 1922 Filadelfia, USA Singolare - Doppio         |                                           |                             |               |                     |
| 31 maggio | Central California Championships 1922 Sacramento, USA Singolare - Doppio             | Bill Johnston 6-0 6-1 6-2                 | Howard Kinsey               |               |                     |
| 31 maggio | Central California Championships 1922 Sacramento, USA Singolare - Doppio             |                                           |                             |               |                     |
| 31 maggio | Nassau-Queens County Championships 1922 Port Washington, USA Singolare - Doppio      | Percy Lloyd Kynaston 6-2 6-3 6-1          | Anton Von Bernuth           |               |                     |
| 31 maggio | Nassau-Queens County Championships 1922 Port Washington, USA Singolare - Doppio      |                                           |                             |               |                     |

### Giugno
| Settimana | Torneo                                                                                            | Vincitore                                      | Finalista                    | Semifinalisti | Eliminati ai quarti |
| --------- | ------------------------------------------------------------------------------------------------- | ---------------------------------------------- | ---------------------------- | ------------- | ------------------- |
| giugno    | Queen's Club Championships 1922 Londra, Gran Bretagna Singolare - Doppio                          | Henry George Mayes 6-8 6-2 6-2 6-1             | Donald Greig                 |               |                     |
| giugno    | Queen's Club Championships 1922 Londra, Gran Bretagna Singolare - Doppio                          |                                                |                              |               |                     |
| giugno    | Northern Championships 1922 Liverpool, Gran Bretagna Singolare - Doppio                           | Athar-Ali Fyzee                                | non conosciuta (bandiera)    |               |                     |
| giugno    | Northern Championships 1922 Liverpool, Gran Bretagna Singolare - Doppio                           |                                                |                              |               |                     |
| 4 giugno  | Los Angeles City Championships 1922 Los Angeles, USA Singolare - Doppio                           | Clarence James Griffin 4-6 6-3 6-4 6-1         | Harvey Snodgrass             |               |                     |
| 4 giugno  | Los Angeles City Championships 1922 Los Angeles, USA Singolare - Doppio                           |                                                |                              |               |                     |
| 5 giugno  | Eastern Pennsylvania Clay Court Championships 1922 Filadelfia, USA Terra rossa Singolare - Doppio | Bill Tilden 6-4 5-7 6-0 6-0                    | Phil Bettens                 |               |                     |
| 5 giugno  | Eastern Pennsylvania Clay Court Championships 1922 Filadelfia, USA Terra rossa Singolare - Doppio | Bill Tilden Sandy Weiner 6-4 5-7 2-6 6-3 6-4   | Carl Fischer Herbert Fischer |               |                     |
| 11 giugno | Campionato francese di tennis 1922 Parigi, Francia Terra rossa Singolare - Doppio                 | Henri Cochet 8-6 6-3 7-5                       | Jean Samazeuilh              |               |                     |
| 11 giugno | Campionato francese di tennis 1922 Parigi, Francia Terra rossa Singolare - Doppio                 | Jacques Brugnon Marcel Dupont                  |                              |               |                     |
| 11 giugno | Eastern New York Clay Court Championships 1922 New York, USA Terra rossa Singolare - Doppio       | George King 5-7 6-2 6-4 6-2                    | Elliott H. Binzen            |               |                     |
| 11 giugno | Eastern New York Clay Court Championships 1922 New York, USA Terra rossa Singolare - Doppio       |                                                |                              |               |                     |
| 12 giugno | Orange Club Championships 1922 South Orange, USA Singolare - Doppio                               | Frank Anderson 11-9 6-4 6-4                    | Leonard A. Beekman           |               |                     |
| 12 giugno | Orange Club Championships 1922 South Orange, USA Singolare - Doppio                               |                                                |                              |               |                     |
| 12 giugno | Brooklyn Championships 1922 (Terrace-Kings County Club) Brooklyn, USA Singolare - Doppio          | Seiichiro Kashio 6-2 6-3 6-3                   | Frederick Anderson           |               |                     |
| 12 giugno | Brooklyn Championships 1922 (Terrace-Kings County Club) Brooklyn, USA Singolare - Doppio          |                                                |                              |               |                     |
| 17 giugno | Pennsylvania & Middle States Championships 1922 Filadelfia, USA Singolare - Doppio                | Wallace Ford Johnson 6-1 6-3 6-3               | Stanley Pearson              |               |                     |
| 17 giugno | Pennsylvania & Middle States Championships 1922 Filadelfia, USA Singolare - Doppio                |                                                |                              |               |                     |
| 17 giugno | Kent Championships 1922 Beckenham, Gran Bretagna Singolare - Doppio                               | Algernon Kingscote                             | non conosciuta (bandiera)    |               |                     |
| 17 giugno | Kent Championships 1922 Beckenham, Gran Bretagna Singolare - Doppio                               |                                                |                              |               |                     |
| 18 giugno | New Jersey State Championships 1922 Montclair, USA Singolare - Doppio                             | Herbert Bowman 2-6 2-6 6-3 6-4 6-4             | Seiichiro Kashio             |               |                     |
| 18 giugno | New Jersey State Championships 1922 Montclair, USA Singolare - Doppio                             |                                                |                              |               |                     |
| 19 giugno | Delaware State Championships 1922 Wilmington, USA Singolare - Doppio                              | Wallace Ford Johnson 7-5 6-3 5-7 6-3           | Stanley Pearson              |               |                     |
| 19 giugno | Delaware State Championships 1922 Wilmington, USA Singolare - Doppio                              |                                                |                              |               |                     |
| 19 giugno | New England Championships 1922 Hartford, USA Singolare - Doppio                                   | Vincent Richards 4-6 3-6 6-2 6-3 6-3           | Bill Tilden                  |               |                     |
| 19 giugno | New England Championships 1922 Hartford, USA Singolare - Doppio                                   |                                                |                              |               |                     |
| 24 giugno | Rhode Island Clay Court Championships 1922 Providence, USA Terra rossa Singolare - Doppio         | Bill Tilden 7-5 6-4 6-0                        | Arnold Jones                 |               |                     |
| 24 giugno | Rhode Island Clay Court Championships 1922 Providence, USA Terra rossa Singolare - Doppio         | Phillip Bettens Billy Ingraham 2-6 8-6 6-0 6-0 | J.B.E. Jones Arnold Jones    |               |                     |
| 25 giugno | Maryland State Championships 1922 Baltimora, USA Singolare - Doppio                               | Herbert Bowman 6-4 6-2                         | Carl Fischer                 |               |                     |
| 25 giugno | Maryland State Championships 1922 Baltimora, USA Singolare - Doppio                               |                                                |                              |               |                     |
| 26 giugno | Metropolitan Clay Court Championships 1922 New York, USA Singolare - Doppio                       | Vincent Richards 6-2 6-3 4-6 6-4               | Francis Hunter               |               |                     |
| 26 giugno | Metropolitan Clay Court Championships 1922 New York, USA Singolare - Doppio                       |                                                |                              |               |                     |

### Luglio
| Settimana | Torneo                                                                                    | Vincitore                                                  | Finalista                        | Semifinalisti | Eliminati ai quarti |
| --------- | ----------------------------------------------------------------------------------------- | ---------------------------------------------------------- | -------------------------------- | ------------- | ------------------- |
| luglio    | Welsh Championships 1922 Newport, Gran Bretagna Singolare - Doppio                        | Manuel Alonso                                              | non conosciuta (bandiera)        |               |                     |
| luglio    | Welsh Championships 1922 Newport, Gran Bretagna Singolare - Doppio                        |                                                            |                                  |               |                     |
| luglio    | Torneo di Frinton-on-Sea 1922 Frinton-on-Sea, Gran Bretagna Singolare - Doppio            | Gordon Lowe                                                | non conosciuta (bandiera)        |               |                     |
| luglio    | Torneo di Frinton-on-Sea 1922 Frinton-on-Sea, Gran Bretagna Singolare - Doppio            |                                                            |                                  |               |                     |
| luglio    | East of England Championships 1922 Felixstowe, Gran Bretagna Singolare - Doppio           | Thomas Bevan                                               | non conosciuta (bandiera)        |               |                     |
| luglio    | East of England Championships 1922 Felixstowe, Gran Bretagna Singolare - Doppio           |                                                            |                                  |               |                     |
| luglio    | Midland Counties Championships 1922 Edgbaston, Gran Bretagna Singolare - Doppio           | Gordon Lowe                                                | non conosciuta (bandiera)        |               |                     |
| luglio    | Midland Counties Championships 1922 Edgbaston, Gran Bretagna Singolare - Doppio           |                                                            |                                  |               |                     |
| 4 luglio  | Nassau Bowl 1922 Glen Cove, USA Singolare - Doppio                                        | Richard Norris Williams 6-1 6-1 6-1                        | Francis Hunter                   |               |                     |
| 4 luglio  | Nassau Bowl 1922 Glen Cove, USA Singolare - Doppio                                        |                                                            |                                  |               |                     |
| 5 luglio  | Travers Island Championships 1922 New York, USA Singolare - Doppio                        | George King 6-4 6-3 6-1                                    | Vanderbilt Ward                  |               |                     |
| 5 luglio  | Travers Island Championships 1922 New York, USA Singolare - Doppio                        |                                                            |                                  |               |                     |
| 10 luglio | Queensboro Championships 1922 New York, USA Singolare - Doppio                            | Percy Lloyd Kynaston 1-6 6-3 6-2 8-6                       | Howard C. Tremaine               |               |                     |
| 10 luglio | Queensboro Championships 1922 New York, USA Singolare - Doppio                            |                                                            |                                  |               |                     |
| 10 luglio | U.S. Men's Clay Court Championships 1922 Indianapolis, USA Terra rossa Singolare - Doppio | Bill Tilden 7-5 6-3 6-1                                    | Zenzo Shimizu                    |               |                     |
| 10 luglio | U.S. Men's Clay Court Championships 1922 Indianapolis, USA Terra rossa Singolare - Doppio | Ralph Burdick Fred Bastien                                 |                                  |               |                     |
| 12 luglio | Torneo di Wimbledon 1922 Londra, Gran Bretagna Erba Singolare - Doppio                    | Gerald Patterson 6-3 6-4 6-2                               | Randolph Lycett                  |               |                     |
| 12 luglio | Torneo di Wimbledon 1922 Londra, Gran Bretagna Erba Singolare - Doppio                    | James Anderson Randolph Lycett 3-6 7-9 6-4 6-3 11-9        | Gerald Patterson Pat O'Hara-Wood |               |                     |
| 15 luglio | Canadian Championships 1922 Toronto, Canada Singolare - Doppio                            | Frank Anderson 6-3 6-4 6-3                                 | Robert Baird                     |               |                     |
| 15 luglio | Canadian Championships 1922 Toronto, Canada Singolare - Doppio                            | Fred C. Anderson Frank T. Anderson 6-3, 6-2, 1-6, 5-7, 6-4 | A. S. Milne Jeff Peers           |               |                     |
| 15 luglio | Rhode Island State Championships 1922 Providence, USA Terra rossa Singolare - Doppio      | Bill Tilden 6-3 6-1 6-0                                    | Vincent Richards                 |               |                     |
| 15 luglio | Rhode Island State Championships 1922 Providence, USA Terra rossa Singolare - Doppio      |                                                            |                                  |               |                     |
| 15 luglio | Westchester Championships 1922 Hartsdale, USA Singolare - Doppio                          | George King 6-3 6-4 6-2                                    | Herbert Bowman                   |               |                     |
| 15 luglio | Westchester Championships 1922 Hartsdale, USA Singolare - Doppio                          |                                                            |                                  |               |                     |
| 23 luglio | Woodmere Championships 1922 Woodmere, USA Singolare - Doppio                              | Jerry Lang 6-3 4-6 7-9 6-3 7-5                             | Percy Lloyd Kynaston             |               |                     |
| 23 luglio | Woodmere Championships 1922 Woodmere, USA Singolare - Doppio                              |                                                            |                                  |               |                     |
| 23 luglio | Longwood Bowl 1922 Brookline, USA Erba Singolare - Doppio                                 | Bill Tilden 6-1 6-3 7-5                                    | Richard Norris Williams          |               |                     |
| 23 luglio | Longwood Bowl 1922 Brookline, USA Erba Singolare - Doppio                                 | Bill Tilden Wallace Johnson 6-1 8-6 5-7 6-0                | Philip Bettens Carl Fischer      |               |                     |
| 24 luglio | Staten Island Championships 1922 New York, USA Singolare - Doppio                         | Kenneth D. Fisher 7-5 7-5 8-6                              | A.J. Cawse                       |               |                     |
| 24 luglio | Staten Island Championships 1922 New York, USA Singolare - Doppio                         |                                                            |                                  |               |                     |
| 24 luglio | Connecticut State Championships 1922 Greenwich, USA Singolare - Doppio                    | Zenzo Shimizu 6-1 6-1 6-1                                  | Francis Hunter                   |               |                     |
| 24 luglio | Connecticut State Championships 1922 Greenwich, USA Singolare - Doppio                    |                                                            |                                  |               |                     |
| 29 luglio | Metropolitan Grass Court Championships 1922 Bay Ridge, USA Erba Singolare - Doppio        | Vincent Richards 6-2 6-4 6-2                               | Howard Kinsey                    |               |                     |
| 29 luglio | Metropolitan Grass Court Championships 1922 Bay Ridge, USA Erba Singolare - Doppio        |                                                            |                                  |               |                     |
| 31 luglio | Southern California Championships 1922 Los Angeles, USA Singolare - Doppio                | Harvey Snodgrass 6-3 6-4 6-2                               | Cliff Herd                       |               |                     |
| 31 luglio | Southern California Championships 1922 Los Angeles, USA Singolare - Doppio                |                                                            |                                  |               |                     |

### Agosto
| Settimana | Torneo                                                                            | Vincitore                       | Finalista                 | Semifinalisti | Eliminati ai quarti |
| --------- | --------------------------------------------------------------------------------- | ------------------------------- | ------------------------- | ------------- | ------------------- |
| agosto    | Suffolk Championships 1922 Saxmundham, Gran Bretagna Singolare - Doppio           | Randolph Lycett                 | non conosciuta (bandiera) |               |                     |
| agosto    | Suffolk Championships 1922 Saxmundham, Gran Bretagna Singolare - Doppio           |                                 |                           |               |                     |
| agosto    | Cinque Ports Championships 1922 Folkestone, Gran Bretagna Singolare - Doppio      | Ambrose Nevil Waddell Dudley    | non conosciuta (bandiera) |               |                     |
| agosto    | Cinque Ports Championships 1922 Folkestone, Gran Bretagna Singolare - Doppio      |                                 |                           |               |                     |
| agosto    | Tri-State Championships 1922 Cincinnati, USA Singolare - Doppio                   | Louis Edwin Kuhler 6-3 6-3 6-1  | Edwin Haupt               |               |                     |
| agosto    | Tri-State Championships 1922 Cincinnati, USA Singolare - Doppio                   | Trux Emerson R.A. Holden        | Paul Kunkel Ray Kunkel    |               |                     |
| agosto    | Derbyshire Championships 1922 Buxton, Gran Bretagna Singolare - Doppio            | Edwin McCrea                    | non conosciuta (bandiera) |               |                     |
| agosto    | Derbyshire Championships 1922 Buxton, Gran Bretagna Singolare - Doppio            |                                 |                           |               |                     |
| agosto    | Queensland Championships 1922 Brisbane, Australia Singolare - Doppio              | Horace Rice                     | non conosciuta (bandiera) |               |                     |
| agosto    | Queensland Championships 1922 Brisbane, Australia Singolare - Doppio              |                                 |                           |               |                     |
| agosto    | Hampshire Championships 1922 Bournemouth, Gran Bretagna Singolare - Doppio        | Francis Marion Bates Fisher     | non conosciuta (bandiera) |               |                     |
| agosto    | Hampshire Championships 1922 Bournemouth, Gran Bretagna Singolare - Doppio        |                                 |                           |               |                     |
| agosto    | North of England Championships 1922 Scarborough, Gran Bretagna Singolare - Doppio | Gordon Lowe                     | non conosciuta (bandiera) |               |                     |
| agosto    | North of England Championships 1922 Scarborough, Gran Bretagna Singolare - Doppio |                                 |                           |               |                     |
| 5 agosto  | Seabright Invitational 1922 Seabright, USA Erba Singolare - Doppio                | Bill Johnston 6-0 6-2 6-3       | Richard Norris Williams   |               |                     |
| 5 agosto  | Seabright Invitational 1922 Seabright, USA Erba Singolare - Doppio                |                                 |                           |               |                     |
| 6 agosto  | Western Championships 1922 Chicago, USA Singolare - Doppio                        | John Hennessey 6-3 5-7 6-1 11-9 | Walter Kenneth Wesbrook   |               |                     |
| 6 agosto  | Western Championships 1922 Chicago, USA Singolare - Doppio                        |                                 |                           |               |                     |
| 13 agosto | Southampton Invitation 1922 Southampton, USA Singolare - Doppio                   | Vincent Richards 6-3 6-4 7-5    | Robert Kinsey             |               |                     |
| 13 agosto | Southampton Invitation 1922 Southampton, USA Singolare - Doppio                   |                                 |                           |               |                     |
| 18 agosto | Newport Casino Trophy 1922 Newport, USA Erba Singolare - Doppio                   | Bill Johnston 6-1 6-3 6-2       | Robert Kelleher           |               |                     |
| 18 agosto | Newport Casino Trophy 1922 Newport, USA Erba Singolare - Doppio                   |                                 |                           |               |                     |

### Settembre
| Settimana    | Torneo                                                                           | Vincitore                                    | Finalista                        | Semifinalisti | Eliminati ai quarti |
| ------------ | -------------------------------------------------------------------------------- | -------------------------------------------- | -------------------------------- | ------------- | ------------------- |
| settembre    | Kent Coast Championships 1922 Hythe, Gran Bretagna Singolare - Doppio            | Theodore Michel Mavrogordato                 | non conosciuta (bandiera)        |               |                     |
| settembre    | Kent Coast Championships 1922 Hythe, Gran Bretagna Singolare - Doppio            |                                              |                                  |               |                     |
| settembre    | South of England Championships 1922 Eastbourne, Gran Bretagna Singolare - Doppio | Brian Norton                                 | non conosciuta (bandiera)        |               |                     |
| settembre    | South of England Championships 1922 Eastbourne, Gran Bretagna Singolare - Doppio |                                              |                                  |               |                     |
| settembre    | California State Championships 1922 Berkeley, USA Singolare - Doppio             | Clarence James Griffin 6-4 6-0 6-3           | Harvey Snodgrass                 |               |                     |
| settembre    | California State Championships 1922 Berkeley, USA Singolare - Doppio             |                                              |                                  |               |                     |
| 16 settembre | U.S. National Championships 1922 Filadelfia, USA Erba Singolare - Doppio         | Bill Tilden 4-6 3-6 6-2 6-3 6-4              | Bill Johnston                    |               |                     |
| 16 settembre | U.S. National Championships 1922 Filadelfia, USA Erba Singolare - Doppio         | Bill Tilden Vincent Richards 4-6 6-1 6-3 6-4 | Gerald Patterson Pat O'Hara Wood |               |                     |
| 22 settembre | Castle Point Trophy 1922 Hoboken, USA Singolare - Doppio                         | Manuel Alonso 6-0 4-6 6-3 2-6 6-3            | Howard Kinsey                    |               |                     |
| 22 settembre | Castle Point Trophy 1922 Hoboken, USA Singolare - Doppio                         |                                              |                                  |               |                     |

### Ottobre
| Settimana  | Torneo                                                                        | Vincitore                                | Finalista                 | Semifinalisti | Eliminati ai quarti |
| ---------- | ----------------------------------------------------------------------------- | ---------------------------------------- | ------------------------- | ------------- | ------------------- |
| ottobre    | Torneo di Biarritz 1922 Biarritz, Francia Singolare - Doppio                  | Jean Borotra 6-3 6-3 6-4                 | Marcel Dupont             |               |                     |
| ottobre    | Torneo di Biarritz 1922 Biarritz, Francia Singolare - Doppio                  | François Blanchy Jean Borotra            | Roger Danet Marcel Dupont |               |                     |
| 15 ottobre | Essex County Championships 1922 West Orange, USA Singolare - Doppio           | Percy Lloyd Kynaston 1-6 4-6 6-1 6-2 6-0 | Paul Martin               |               |                     |
| 15 ottobre | Essex County Championships 1922 West Orange, USA Singolare - Doppio           |                                          |                           |               |                     |
| 29 ottobre | Canadian Covered Court Championships 1922 Montréal, Canada Singolare - Doppio | William F. Crocker 6-3 6-3 3-6 6-1       | Vesey                     |               |                     |
| 29 ottobre | Canadian Covered Court Championships 1922 Montréal, Canada Singolare - Doppio |                                          |                           |               |                     |

### Novembre
| Settimana   | Torneo                                                                            | Vincitore        | Finalista                 | Semifinalisti | Eliminati ai quarti |
| ----------- | --------------------------------------------------------------------------------- | ---------------- | ------------------------- | ------------- | ------------------- |
| novembre    | Queen's Covered Court Championships 1922 Londra, Gran Bretagna Singolare - Doppio | Josiah Ritchie   | non conosciuta (bandiera) |               |                     |
| novembre    | Queen's Covered Court Championships 1922 Londra, Gran Bretagna Singolare - Doppio |                  |                           |               |                     |
| 26 novembre | Victorian Championships 1922 Melbourne, Australia Singolare - Doppio              | Gerald Patterson | Jack Hawkes               |               |                     |
| 26 novembre | Victorian Championships 1922 Melbourne, Australia Singolare - Doppio              |                  |                           |               |                     |

### Dicembre
| Settimana   | Torneo                                                                    | Vincitore                                        | Finalista                   | Semifinalisti | Eliminati ai quarti |
| ----------- | ------------------------------------------------------------------------- | ------------------------------------------------ | --------------------------- | ------------- | ------------------- |
| dicembre    | Coupe de Noel 1922 Parigi, Francia Singolare - Doppio                     | Jean Borotra                                     | non conosciuta (bandiera)   |               |                     |
| dicembre    | Coupe de Noel 1922 Parigi, Francia Singolare - Doppio                     |                                                  |                             |               |                     |
| dicembre    | New Zealand Championships 1922 Auckland, Nuova Zelanda Singolare - Doppio | Geoffrey M. Ollivier                             | non conosciuta (bandiera)   |               |                     |
| dicembre    | New Zealand Championships 1922 Auckland, Nuova Zelanda Singolare - Doppio | John Turnbull Laurenson Geoffrey Morton Ollivier |                             |               |                     |
| 9 dicembre  | Australasian Championships 1922 Sydney, Australia Singolare - Doppio      | James O. Anderson 6-0 3-6 3-6 6-3 6-2            | Gerald Patterson            |               |                     |
| 9 dicembre  | Australasian Championships 1922 Sydney, Australia Singolare - Doppio      | John Hawkes Gerald Patterson 8-10 6-0 6-0 7-5    | James Anderson Norman Peach |               |                     |
| 23 dicembre | Bristol Cup 1922 Mentone, Francia Singolare - Doppio                      | John C.S. Rendall                                | J. Negro                    |               |                     |
| 23 dicembre | Bristol Cup 1922 Mentone, Francia Singolare - Doppio                      |                                                  |                             |               |                     |

### Senza data
| Settimana                 | Torneo                                                                            | Vincitore                      | Finalista                 | Semifinalisti                | Eliminati ai quarti |
| ------------------------- | --------------------------------------------------------------------------------- | ------------------------------ | ------------------------- | ---------------------------- | ------------------- |
|                           | Torneo di Marsiglia 1922 Marsiglia, Francia Singolare - Doppio                    | Henri Cochet                   | Roger Danet               |                              |                     |
| Jean Borotra Henri Cochet | Torneo di Marsiglia 1922 Marsiglia, Francia Singolare - Doppio                    | Charles Aeschliman Roger Danet |                           |                              |                     |
|                           | Spanish International Championships 1922 Barcellona, Spagna Singolare - Doppio    | Manuel Alonso 5-7 6-4 6-2 7-5  | Gordon Lowe               | Antonio Juanico D'Arcy McRae |                     |
|                           | Spanish International Championships 1922 Barcellona, Spagna Singolare - Doppio    |                                |                           |                              |                     |
|                           | Torneo di Le Havre 1922 Le Havre, Francia Singolare - Doppio                      | René Lacoste                   | non conosciuta (bandiera) |                              |                     |
|                           | Torneo di Le Havre 1922 Le Havre, Francia Singolare - Doppio                      |                                |                           |                              |                     |
|                           | Torneo di La Jolla 1922 La Jolla, USA Singolare - Doppio                          | Cliff Herd                     | non conosciuta (bandiera) |                              |                     |
|                           | Torneo di La Jolla 1922 La Jolla, USA Singolare - Doppio                          |                                |                           |                              |                     |
|                           | French Closed Covered Court Championships 1922 Parigi, Francia Singolare - Doppio | Jean Borotra                   | Jacques Brugnon           |                              |                     |
| Jean Borotra André Gobert | French Closed Covered Court Championships 1922 Parigi, Francia Singolare - Doppio |                                |                           |                              |                     |